# 吉娜·戈吉安
吉娜·戈吉安（羅馬尼亞語：Gina Gogean，1978年9月9日—），罗马尼亚女子竞技体操运动员。她曾参加1992年和1996年两届夏季奥运会，其中在1992年奥运会获得一枚银牌，1996年奥运会则获得一枚银牌和三枚铜牌。